# Liste der Naturdenkmale in Althornbach
Die Liste der Naturdenkmale in Althornbach nennt die im Gemeindegebiet von Althornbach ausgewiesenen Naturdenkmale (Stand 23. Mai 2024).

## Naturdenkmale
| Nr.         | Bezeichnung  | Lage                                        | Beschreibung           | Bild                                    |
| ----------- | ------------ | ------------------------------------------- | ---------------------- | --------------------------------------- |
| ND-7340-173 | Eiche        | westlich des Ortes; Flur Bödinger Wald Lage | Quercus sp.            | Direkt Bild zu diesem Denkmal hochladen |
| ND-7340-175 | Rosskastanie | Bauertstraße, bei Nr. 8 Lage                | Aesculus hippocastanum | Direkt Bild zu diesem Denkmal hochladen |

## Ehemalige Naturdenkmale
| Nr. | Bezeichnung  | Lage                        | Beschreibung                                                                                  | Bild                                    |
| --- | ------------ | --------------------------- | --------------------------------------------------------------------------------------------- | --------------------------------------- |
|     | Rosskastanie | Bödingerhof, vor Nr. 6 Lage | Aesculus hippocastanum; Rechtsverordnung aufgehoben, 2012 gefällt und durch Tilia sp. ersetzt | Direkt Bild zu diesem Denkmal hochladen |